# Pelt
Pelt ist eine belgische Gemeinde in den Kempen in der Provinz Limburg, die am 1. Januar 2019 aus der Zusammenlegung von Overpelt und Neerpelt entstanden ist.
Pelt gehört zur Region Flandern und grenzt an die Niederlande. Es strömt die Dommel, ein Nebenfluss der Maas, durch die Gemeinde.
Pelt hat gut 32.500 Einwohner.

## Politik

### Stadtrat
- Vooruit: 2
- Groen: 1
- VLD: 0
- CD&V: 20
- N-VA: 3
- VB: 5

Nach der Wahl hatte CD&V eine absolute Mehrheit
- Vooruit: 7
- Groen: 4
- VLD: 0
- CD&V: 37
- N-VA: 7
- VB: 7

- CD&V: 37
- N-VA: 7
- VB: 7
- Vooruit: 7
- Groen: 4
- VLD: 0

- Vooruit: 10
- Groen: 0
- VLD: 12
- CD&V: 30
- CDV/NVA: 14
- N-VA: 7
- VB: 2

- Vooruit: 22
- Groen: 0
- VLD: 19
- CD&V: 93
- CDV/NVA: 14
- N-VA: 15
- VB: 2

- Vooruit: 8
- Groen: 0
- VLD: 20
- CD&V: 32
- N-VA: 3
- VB: 6

- Vooruit: 17
- Groen: 0
- Pelt: 27
- OVP/AKTIEF: 9
- VLD: 23
- CD&V: 68
- N-VA: 3
- VB: 6

- Vooruit: 18
- Groen: 0
- VLD: 32
- CD&V: 62
- CDV/NVA: 14
- N-VA: 10
- VB: 8

- Vooruit: 39
- Groen: 0
- Pelt: 27
- OVP/AKTIEF: 9
- VLD: 42
- CD&V: 161
- CDV/NVA: 14
- N-VA: 18
- VB: 8

- Vooruit: 57
- Groen: 0
- Pelt: 27
- OVP/AKTIEF: 9
- VLD: 74
- CD&V: 223
- CDV/NVA: 28
- N-VA: 28
- VB: 16

- CD&V: 223
- VLD: 74
- Vooruit: 57
- CDV/NVA: 28
- N-VA: 28
- Pelt: 27
- VB: 16
- OVP/AKTIEF: 9
- Groen: 0

## Name
Nachdem sich die Gemeinderäte von Neerpelt und Overpelt 2017 schon für die Zusammenlegung entschieden hatten, konnten die Bürger anschließend in einer Volksabstimmung den neuen Namen der Gemeinde bestimmen. Fast Drei Viertel der Wahlbeteiligten entschied sich für die historische Bezeichnung Pelt, die anderen Möglichkeiten Dommelpelt und Pelten schieden damit aus.
Der Name geht auf die Römer zurück, die das sandige Gebiet Palethe nannten, was so viel wie Sumpfland bedeutete.
Im Mittelalter und bis an die Französische Revolution war Pelt dann ein Verwaltungs- und Gerichtsbezirk, der auch einige weitere Gemeinden umfasste.
In der örtlichen Mundart bezeichnete der Name im engeren Sinne zuletzt nur noch Overpelt, buchstäblich den höher gelegenen (over-) Teil.

## Veranstaltungen
Jährlich Anfang Mai findet in Pelt das Europäische Musikfestival für die Jugend, kurz EMJ statt. Schon seit Beginn des Wettbewerbs nehmen viele Chöre und Jugendorchester aus Deutschland daran teil.